# Verricourt
Verricourt é uma comuna francesa na região administrativa de Grande Leste, no departamento de Aube. Estende-se por uma área de 6,93 km². Em 2010 a comuna tinha 55 habitantes (densidade: 7,9 hab./km²).